# St.-Martinus-Kirche (Himmelsthür)

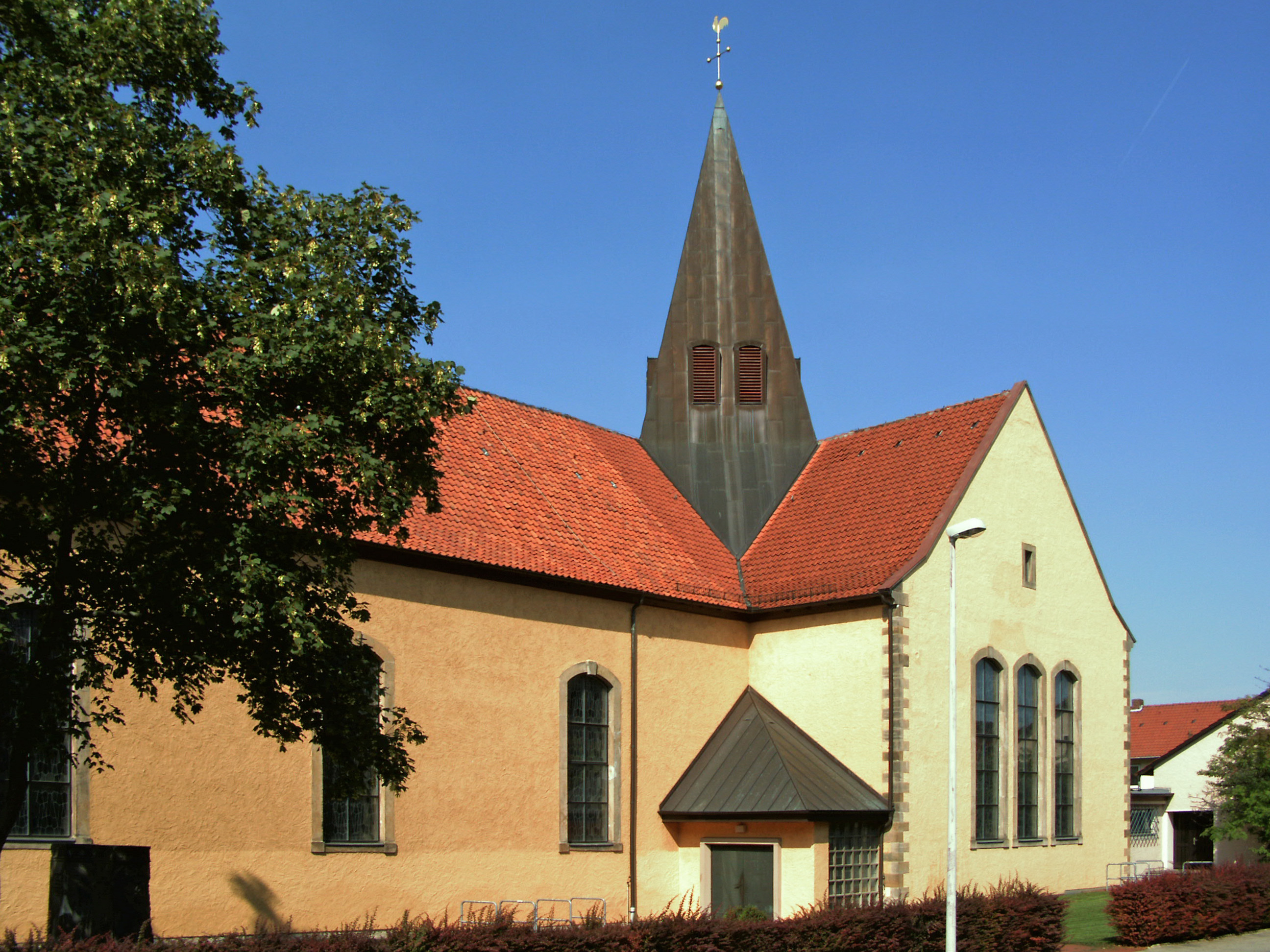
Pfarrkirche St. Martinus

St. Martinus ist die katholische Pfarrkirche des Hildesheimer Stadtteils Himmelsthür. Ihre Pfarrgemeinde „St. Martinus – Hildesheim, Katholische Kirche im Güldenen Winkel“ gehört zum Dekanat Hildesheim im Bistum Hildesheim.

## Gemeinde
Zum Einzugsgebiet der Kirche zählen etwa 2.500 Mitglieder. Ihre Kirchengemeinde galt bis in die 1990er Jahre als eine Hochburg des südniedersächsischen und stifthildesheimschen Katholizismus und als überdurchschnittlich aktive Gemeinde. Seit dem 1. September 2010 bildet St. Martinus mit den Kirchen St. Kunibert (Hildesheim-Sorsum), St. Martinus (Emmerke) und Heilige Familie (Klein Escherde) die Pfarrgemeinde „St. Martinus, Hildesheim – Katholische Kirche im Güldenen Winkel“.

## Kirchengebäude
Die heutige St.-Martinus-Kirche in der Schulstraße 13 geht auf einen Neubau aus dem Jahr 1948 zurück. Der Vorgängerbau aus dem Jahr 1747 war bei einem Luftangriff am 14. Februar 1945 durch eine Luftmine schwer beschädigt worden, die Reste der Kirche wurden durch den Luftangriff vom 22. März 1945 vollständig zerstört. 1948 wurde die Kirche in vereinfachter Form an alter Stelle wieder errichtet. Wegen eines starken Anwachsens der Gemeinde wurde die Kirche in den 1960er Jahren erweitert und am 3. April 1965 durch Bischof Heinrich Maria Janssen neu konsekriert.
Der heutige Kirchenbau besitzt eine klassische Kreuzform mit Chorraum, Seitenschiffen und Hauptschiff. Die Kirche kann durch das Hauptportal im Westen sowie durch zwei Eingänge bei den beiden Seitenschiffen im Norden und im Süden betreten werden. An den Längsseiten besitzt die Kirche Fenster mit abgeflachten Rundbögen, im Hauptschiff aus klarem Glas, in den Seitenschiffen aus Buntglas mit der Darstellung biblischer Motive. Der Innenraum der Kirche ist nach einer Renovierung 2002 in Creme und Gold gehalten. Mittelpunkt der Sichtachse sind der Altar mit der Darstellung des brennenden Dornbuschs und der vergoldete Tabernakel. Auf der Wand der Chorseite ist ein Mosaik des triumphierenden und richtenden Christus angebracht.
Im bronzeverkleideten Vierungsdachreiter aus dem Jahr 1993 hängen drei Glocken, die auf die Namen der drei Kirchenpatrone St. Martinus, St. Bernward und St. Juliana geweiht sind.

## Geschichte
Die Geschichte der Gemeinde geht bis ins frühe Mittelalter zurück. Damals besaß das Hildesheimer Michaeliskloster umfangreichen Grundbesitz in Himmelsthür.
Aus dieser Zeit ist im damaligen Dorfkern (Ecke Jahnstraße/Untere Dorfstraße) eine erste Kapelle bezeugt, die der heiligen Juliana geweiht war. Diese wurde später durch eine Kirche an gleicher Stelle ersetzt, die dem heiligen Martinus geweiht war. An den Standort der alten Kirche erinnert noch heute eine tabernakelartige Stele, die auch als Station der Fronleichnamsprozession genutzt wird.
1747 kam es im Rahmen der Rekatholisierung des Bistums Hildesheim unter den wittelsbacher Bischöfen zu einem Neubau des Kirchengebäudes an heutiger Stelle.
Die Kirche als einschiffiger Bau (sog. jesuitischer Grundriss) wurde aus Kalkbruchsteinen erbaut und mit Sattelpfannen gedeckt. Dieser Bau besaß Fenster in Nord- und Südwand sowie an den Chorschrägen. Auf dem Dach stand im Westen ein achteckiger Dachreiter mit aufgesetzter Laterne und spitzer, schiefergedeckter Turmspitze.
Der Osten der Kirche wurde durch einen barocken Hochaltar beherrscht.
Dieser Kirchenbau wurde durch die Bombenangriffe auf Himmelsthür im März 1945 vollständig zerstört.

## Pfarrer
- Carl Heller (1764–1803)
- Ferdinand Becker (1804–1841)
- Paul Hottenrott (1842–1847)
- G. Kuhle (1847–1851)

…
- Karl Machens (1919–1929)
- Wilhelm Gnegel (1929–1943?)
- Alois Brümann (1943–1946)
- Werner Müller (1946)
- Wilhelm Leiendecker (1946–1953)
- Heinrich Schumann (1953–1971)
- Alfons Scholz (1971–1984)
- Georg Strecker (1984–1988)
- Nikolaus Schwerdtfeger (1988–1991)
- Felix Splonskowski (1991–2005)
- Uwe Schaefers (2005–2021)
- Kevin Dehne (seit 2021)[2]
- Stefan Herr (seit Dezember 2022)[3]

## Katholische Vereine, Verbände und Einrichtungen im Einzugsgebiet der Kirche
- Kolpingsfamilie
- Katholische öffentliche Bücherei (KÖB) St. Martinus
- Bernwardshof mit Kapelle (regelmäßige Hl. Messe)
- Kindergarten St. Martinus
- Grundschule St. Martinus
- Haus am Weiher: Wohnheim für geistig behinderte Erwachsene.[4]
- Gemeindefriedhof im Krugfeld